# Carlo Masseroni
Carlo Rinaldo Masseroni (Milano, 4 gennaio 1891 – Sanremo, 30 gennaio 1957) è stato un imprenditore e dirigente sportivo italiano, industriale della gomma e appassionato di ciclismo.

## Biografia
Sposato con la garlaschese Luciana Panzarasa, conosciuta durante il servizio di leva nella prima guerra mondiale, diviene socio fondatore a Vigevano (novembre 1931) di Ursus Gomma, azienda produttrice di calzature in pvc e articoli tecnici. È stato il quattordicesimo presidente dell'Inter, dal 1942 al 1955. L'incarico gli fu suggerito dall'allora presidente del CONI Rino Parenti. Sotto la sua presidenza il club nerazzurro acquistò campioni di valore assoluto come Lennart Skoglund, l'Olandese Volante Faas Wilkes e Benito "Veleno" Lorenzi, vincendo due scudetti nel 1953 e nel 1954.
È passato inoltre alla storia come protagonista della trattativa per l'acquisto e la ricontrattualizzazione del rapporto con il fuoriclasse franco-ungherese István Nyers: per il club milanese si trattò del primo e forse più costoso contratto.
Il 9 novembre 1954, in seguito alla morte del commendator Pier Bussetti, ottenne la maggioranza della società ATA e, conseguentemente, la concessione del casinò di Sanremo. Nel 1955 lasciò l'Inter ad Angelo Moratti.
Masseroni scomparve inaspettatamente a causa di un infarto il 30 gennaio 1957.